# Zuckerrübensirup

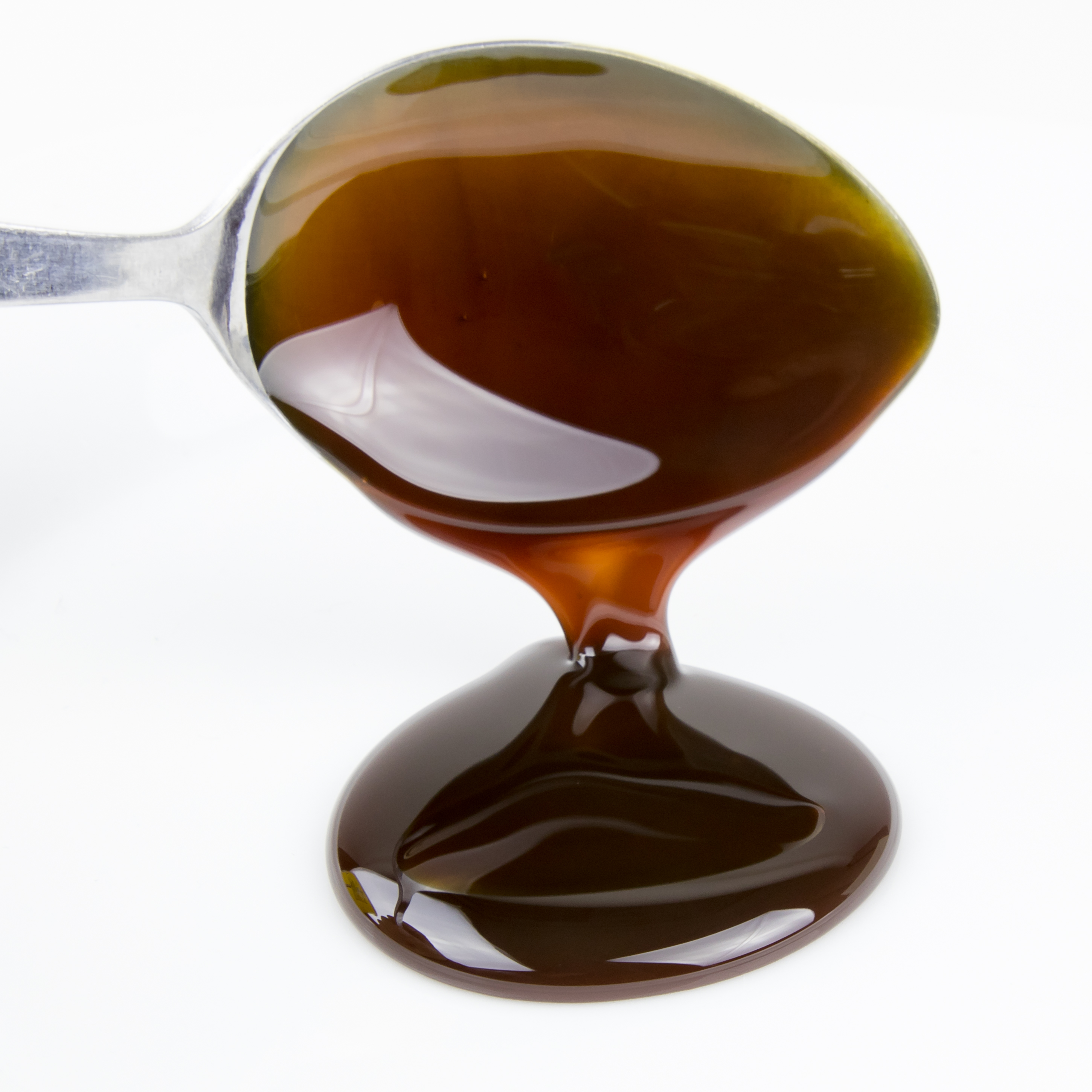
Zuckerrübensirup

Zuckerrübensirup, auch Rübenkraut, ist ein aus dem Saft von Zuckerrüben gewonnener Sirup.
Der Sirup entsteht ohne Verwendung von Zusatzstoffen durch Eindicken des aus den gekochten Rübenschnitzeln gepressten Saftes. Er hat eine gleichmäßig dunkelbraune Farbe, ist zähflüssig und schmeckt würzig-süß.
Weitere meist landschaftliche Bezeichnungen sind etwa im Rheinland Sehm oder Siepnaat, in der Eifel Schlachmundes, im Raum Montabaur/Limburg Schmunzel, im Saarland Harz, in Wiesbaden Rutsche, im Hannoverschen Stips, früher auch Wottelkrut (Wurzelkraut), in Schlesien und im Braunschweiger Land Rübensaft, im früheren Pommern Kreude, im Rhein-Erft-Kreis Krock. Rübenhonig ist ein weiteres, altes Synonym.

## Herstellung
Die Herstellung von Zuckerrübensirup ähnelt den ersten Schritten der Zuckerherstellung. Doch während bei der Zuckerherstellung gezielt durch Fällung anderer Bestandteile und Kristallisation die Saccharose gewonnen wird, werden bei der Herstellung des Zuckerrübensirups sämtliche löslichen Stoffe der Rübe extrahiert. Dieser Saft wird gefiltert und weiter eingekocht, bis ein Sirup mit einer Mindesttrockensubstanz von 78 % entsteht, der bei 18 °C ausreichend streichfähig ist.
Es werden auch Mischungen mit Apfelsirup als Apfel-Rübensirup (auch Apfel-Rübenkraut oder gemischtes Kraut genannt) hergestellt.

## Verwendung
Zuckerrübensirup wird vor allem in den Regionen des Zuckerrübenanbaus als süßer Brotaufstrich, als Back- und Kochzutat z. B. für Pumpernickel in Westfalen, für Soßen (zu rheinischem Sauerbraten) sowie als Beilage zu Reibekuchen, Pickert oder Panhas verwendet.
Andere Handelsbezeichnungen sind Rübenkraut, Rübensaft, Rübensirup, Zuckerrübenkraut oder Zuckerrübensaft.
Die Bezeichnung Stips oder Stipps entstand in der Zeit nach dem Zweiten Weltkrieg, in der Zuckerrübensirup einen billigen, wohlschmeckenden und nahrhaften Brotaufstrich darstellte. Er wurde so dünnflüssig konsumiert, dass man ihn nicht aufs Brot streichen konnte, sondern das Brot eintunken („einstippen“) musste.

## Nährwerte
Durchschnittliche Nährwertangaben, bezogen auf 100 g Sirup:
- Brennwert: 1267 kJ  (299 kcal)
- Eiweiß: 2,3 g
- Kohlenhydrate: 69 g (davon 66 g Zucker)
- Fett: < 0,1 g
- Eisen: 13 mg
- Magnesium: 90 mg

Die Werte unterliegen den bei Naturprodukten üblichen Schwankungen. So hängt der Eisengehalt des Sirups unter anderem von den Witterungsverhältnissen während des Wachstums der Zuckerrüben und der Bodenbeschaffenheit ab. Die Rübenkampagne dauert etwa von Anfang Oktober bis Mitte Dezember.

## Chemische Zusammensetzung
- Trockensubstanz: mind. 78 %
- Gesamtsäure: ca. 0,6 %
- Asche: ca. 1,5 %
- pH-Wert (1:2-Verdünnung): ca. 4,7
- Dichte bei 20 °C: ca. 1,4 g/cm³
- Viskosität bei 20 °C: ca. 40000 mPa·s

## Hersteller
Bekannte Markennamen sind Grafschafter Goldsaft, Fenner Harz (nur im Saarland, heute Grafschafter Fenner Harz), Spelten’s Zuckerrübenkraut (Grafschafter, Spelten und Koppers sind Mitglieder der Schutzgemeinschaft Rheinischer Zuckerrübensirup/Rheinisches Apfelkraut) und Naschkätzchen. Daneben gibt es auch zahlreiche Bio-Sirupe (siehe Bio-Lebensmittel).
Zuckerrübensirup fällt nicht unter die EU-Konfitürenverordnung, sondern nur unter das deutsche Lebensmittelrecht, wo er zu den Obsterzeugnissen gezählt wird.
Das in Ostdeutschland bekannte Produkt Zörbiger Überrübe ist kein reiner Zuckerrübensirup, dieser ist mit 36 % nur sein Hauptbestandteil. Ein weiterer Bestandteil ist unter anderem Kandisablaufsirup (Nebenprodukt aus der Kandisherstellung), weshalb das Produkt gemäß lebensmittelrechtlichen Vorgaben nicht als Zuckerrübensirup gekennzeichnet werden darf.
In den Niederlanden ist die Cosun Beet Company (bis 2020 als Suiker Unie tätig) mit der Marke Van Gilse Marktführer.